# Eternal Now
Eternal Now è un album in studio del musicista jazz statunitense Don Cherry, pubblicato nel 1974.

## Tracce
1. Gamla Stan - The Old Town by Night – 8:27
2. Love Train – 7:50
3. Bass Figure for Ballatune – 3:44
4. Moving Pictures for the Ear – 9:40
5. Tibet – 7:59